# Balcani
Balcani est une commune roumaine située dans le județ de Bacău.